# Alejandro Posadas
Alejandro Posadas, född 1870, död 1902, var en argentinsk patolog.
Tillsammans med Roberto Johann Wernicke beskrev han 1892 för första gången den sjukdom som kom att kallas Posadas-Wernickes sjukdom.